# Guck Wal

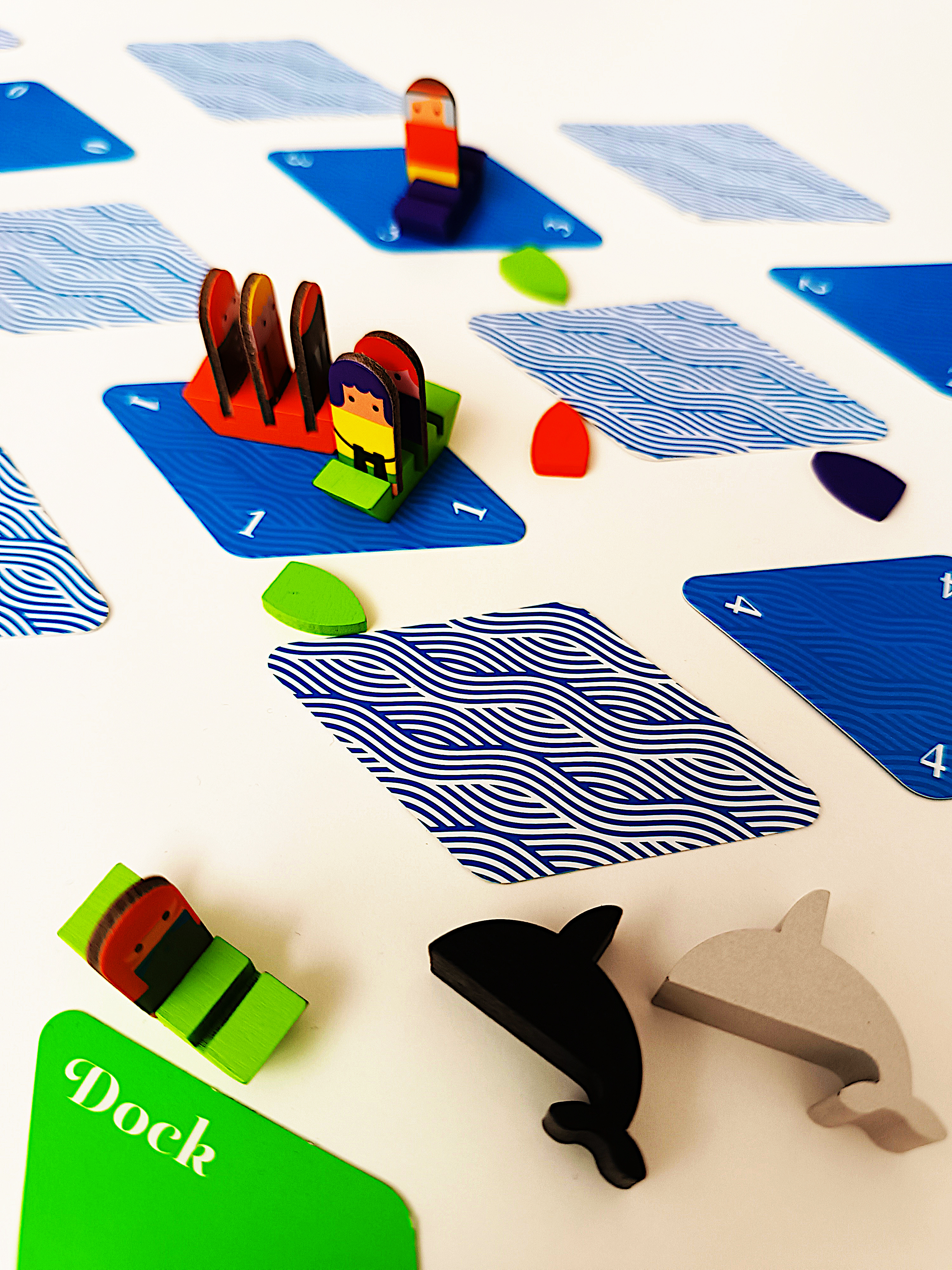
Eine Spielszene

Guck Wal ist ein Deduktionsspiel von Jun Sasaki und Bruno Faidutti, das 2023 beim japanischen Spieleverlag Oink Games erschien und seit 2024 in einer viersprachigen Version in Europa und den englischsprachigen Ländern verfügbar ist.

## Idee und Ausstattung
Spiele in kleinen Boxen, bis zum Rand gefüllt mit minimalistisch ästhetischem Spielmaterial, so wie sie der japanische Spieleverlag Oink Games veröffentlicht, sind ganz nach dem Geschmack des Spieleautors Bruno Faidutti. Dieser kannte bereits einige der Spiele aus dem Repertoire des Oink Verlags und fand sie sehr praktisch bei seinen Reisen. Diese führten ihn unter anderem durch Japan, wo er Jun Sasaki, den Gründer und Designer des Spieleverlags sogar persönlich traf und kennenlernte.
Guck Wal ist ein Rework von Regeln und Dateien für ein kleines Spiel kombiniert aus Gedächtnis, Risikobereitschaft und Schätzen ein abstraktes Spiel für das Faidutti kein passendes Thema fand. Nachdem Jun Sasaki dieses Spiel mit seinem Team ausgiebig getestet hatte, fiel sein Urteil: zu unversöhnlich und zu kopflastig für die leichten Party- und Familienspiellinie des Oink Verlages.
Vom Kernsystem ausgehend mit versteckten Karten, welche von den Spielern angeschaut werden können, bevor sie an der Reihe sind, auf den Wert einer Kartengruppe zu setzen, entwarf Jun Sasaki etwas sehr viel Leichteres. Schiffe transportieren Touristen zum Whalewatching mit Orcas und weißen Walen, das war die niedliche passende Umgebung dafür. Bruno Faidutti betrachtete die sehr schnelle und vollständige interne Entwicklung, die verlagsintern in Japan durchgeführt wurde aus der Ferne.
Faidutti nennt „die Komponenten, wie immer bei Oink, unglaublich süß gestaltet“. Wobei der englische Spieltitel Whale to look ein Wortspiel ist, das die Amerikaner vermutlich als rassistisch betrachtet hätten, hätte es nicht ein Japaner erfunden.
Inzwischen gibt es ein wenig Merchandise zu diesem Spiel, beispielsweise wird auf der Website des Verlags ein Wendeplüschtier verkauft das einmal ein weißer Wal und auf der anderen Seite ein Orca ist.
Das Spielmaterial umfasst 28 rautenförmige Karten. Diese teilen sich auf in 12 Fischkarten, 6 Gebietskarten, 5 Docks (je 1 mal pro Farbe: grün, gelb, orange, blau, lila) und 5 Trendkarten. 30 Touristen-, 5 Anglerfiguren, 20 Punktechips, 5 Radarchips und 5 Anker aus Karton ergänzen das Ganze. Vervollständigt wird das Spielmaterial durch 25 Untersuchungsmarker und 15 Boote (je 5 Untersuchungsmarker und 3 Boote in grün, gelb, orange, blau, lila), sowie 1 grauen Wal und 1 schwarzen Orca-Figur aus Holz. Das ganze ist mit je 1 Spielanleitung und einer Anleitung für die Trendkarten in Deutsch, Französisch, Englisch und Spanisch nach guter alter Tradition des Oink Games Verlags in einem handlichen kleinen Karton verpackt. Dadurch eignet es sich perfekt als Spiel für unterwegs oder für den Urlaub.

## Spielablauf
Zu Beginn des Spiels werden die zwei verschiedenen Kartentypen auf dem Tisch ausgelegt. Die verdeckten „Fischkarten“ werden im Raster von 4x3 verteilt, wobei der Zwischenraum mit den dunkelblauen Landepunkten gefüllt wird.
Im Anschluss bestimmt der Spieler seine Firmenfarbe (Rot, Gelb, Grün, Blau oder Lila) und erhält daraufhin die entsprechenden Ressourcen in Form eines Hafens, dreier Boote, fünf Peilungen sowie eines Radars, eines Ankerfeldes und sechs zufälliger Passagiere.
Nun kann der Spieler frei entscheiden, wie er die Passagiere auf die Boote verteilt. Die Kapazität eines Bootes beläuft sich auf maximal drei Passagiere.
Der Spielbeginn erfolgt bei einem beliebigen Spieler, welcher die Möglichkeit erhält, eine seiner Peilungen zu nutzen, um die Anzahl der Fische auf einer Fischkarte für die übrigen Spieler unsichtbar einzusehen. Der Peilmarker verbleibt an der eingesehenen Fischkarte. An dieser Stelle ist es dem Spieler erlaubt, sein Boot, welches sich gegenwärtig in seinem Hafen befindet, an eine beliebige Position auf den dunkelblauen Landungskarten zu verlegen. Im Anschluss folgen die übrigen Spieler mit ihren Spielzügen dem zuvor beschriebenen Prinzip. Im Verlauf des Spiels erlangen die Teilnehmer unabhängig voneinander Kenntnis über die jeweiligen lokalen Dichten der Fische. Der Spieler versucht, mit dem begrenzten Wissen seine Boote auf die Landungskarte mit jeweils der höchsten sowie niedrigsten insgesamt umgebenden Fischkarten zu platzieren. Die Nutzung des Radars ist auf einen einzigen Einsatz pro Spieler beschränkt, wobei die aufgedeckte Fischkarte für alle Spieler sichtbar ist. Der Anker kann verwendet werden, um ein Boot auf einer Landungskarte zu verankern. Dies hat zur Folge, dass das Boot nicht mehr bewegt werden kann, wobei in der späteren Wertung gegebenenfalls zusätzliche Punkte erzielt werden können.

## Zielgruppe und Spielprinzip
Guck Wal ist ein Familienspiel, für Spieler ab 9 Jahren.
Es ist ab 2 Personen, bis zu einer Gruppe von 5 Personen spielbar.
In diesem Deduktionsspiel wertet man versteckte Informationen aus, dabei fließen Glück, Strategie und Intuition ein. Gewinnen kann man allerdings nur durch die Kombination von Logik und Konkurrenzbeobachtung. Die Spielmechanik ist mit 2 Spielern sehr aufs Raten ausgelegt, während man bei 5 Spielern sehr viel aufs Zusammenhänge erkennen und Täuschen achten kann. Die beste Mischung aus den beiden Prinzipien erreicht man bei 3–4 Spielern. Es weist trotz allem eine überraschende Tiefe auf, da die eigenen Informationen stets unzureichend sind. Insgesamt fällt besonders die kompakte Spielgröße auf, die es optimal zum Mitnehmen macht.